# Бахтиаров, Анатолий Александрович
Анатолий Александрович Бахтиаров (3 [15] июля 1851—23 ноября [6 декабря] 1916 или 21 сентября [4 октября] 1916) — российский писатель, журналист и краевед, педагог. Автор многочисленных очерков, статей, путеводителей по Санкт-Петербургу и Москве, их историческим районам и достопримечательностям.

## Биография
Анатолий Александрович Бахтиаров родился в 1851 году. Получил образование в учительской семинарии в Москве, затем, в 1874, переезжает в Петербург, где преподаёт русский язык в Петербургской военно-фельдшерской школе. В 1901 году выходит в отставку и живёт литературным трудом.
В середине 1880-х годов начинает работу над серией очерков о «петербургских типах», которые публикуются в газете «Санкт-Петербургские новости» (позже очерки были объединены в цикл «Брюхо Петербурга» и вышли отдельным изданием). Очерки были посвящены быту подёнщиков, рабочих, разносчиков и других слоёв населения.
В 1888 году публикует ряд очерков «Брюхо Москвы» в газетах «День» и «Новости дня». В 1908 году опубликовал несколько обличительных заметок «Типы полицейского дома», работа над которыми была приостановлена по требованию градоначальника Петербурга под угрозой высылки автора.
Согласно некрологу, помещённому в журнале «Плодоводство», сотрудником которого Бахтиаров был с 1865 года, он скончался 23 ноября (6 декабря) 1916. Однако, по архивным данным, дата его смерти — 21 сентября (4 октября) 1916.

## Творчество
- Очерки о «петербургских типах» (отдельные статьи, 1880-е)
- Брюхо Петербурга Архивная копия от 23 сентября 2017 на Wayback Machine (книга-цикл, 1-е изд. — 1887, 2-е изд — 1994)
- Брюхо Москвы (сборник очерков, 1888)
- История книги на Руси (книга, 1890) — иллюстрированное исследование истории книгопечатания с древнейших времён до конца XIX века[6].
- Иоган Гутенберг, его жизнь и деятельность… (СПб., 1892. — 94 с. — Жизнь замечательных людей. Биографическая библиотека Павленкова.
- Слуги печати : Очерки книгопечатного дела (СПб.: тип. А. Катанского и К°, 1893. — 262 с.)
- Пролетариат и уличные типы Петербурга. Бытовые очерки (СПб.: тип. Контрагентства ж. д., 1895. — 231 с.)
- Босяки: очерки с натуры (книга, 1903)
- Отпетые люди: очерки из жизни погибших людей (книга, 1903)
- Петербург — столица России (СПб.: Синод. тип., 1904. — 32 с. — Школьная библиотека. — Кн. 29)
- Петербургская индустрия. Прогулка по фабрикам и заводам (книга, 1905)
- История первой печатной книги (книга, 1907)
- Типы полицейского дома (отдельные статьи, 1908)

## Интересные факты
Бахтиаров в течение нескольких лет был соседом по даче знаменитого художника Валентина Серова.[значимость факта?]